# Europa Universalis III: Heir to the Throne

Формы правления в EU3HTTT

Europa Universalis III: Heir to the Throne (в российской локализации — Европа III: Великие династии) — дополнение к Europa Universalis III, компьютерной глобальной стратегии в реальном времени от компании Paradox Interactive. Игроку предлагается возглавить одно из государств мира в период с 13 октября 1399 (в день коронации Генриха IV в Англии) по 1821 год.
Для игры не требуется установленный оригинал.

## Основные изменения
- Новая система поводов для войны, в которой войны от начала и до конца преследуют специфические цели.
- Все монархи теперь относятся к династиями, что будет иметь далеко идущие последствия для дипломатии.
- Священная Римская Империя и Папство теперь будут еще могущественнее и привлекательнее.
- У республик появятся собственные, специфические дипломатические возможности.
- Установка национального центра в провинциях для увеличения экономического роста и усиления власти страны в регионе.
- Постоянная Терра Инкогнита будет заменена на непроходимые регионы.
- Культурные традиции, позволяющие получать лучших советников, подобно военным традициями для генералов.
- Сферы влияния, моделирующие «Большую игру» между основными державами.
- Более динамичная система пиратов.
- Монархам теперь необходимо поддерживать собственную легитимность в глазах подданных.
- Множество других изменений и улучшений.